# Klastry genów
Klaster – grupa blisko leżących genów, które kodują blisko spokrewnione białka. Jeżeli klaster genów jest kontrolowany przez operator to wówczas mówi się o operonie. Nazwa została wprowadzona przez M. Demereca i P. Hartmana w 1959 roku.